# U-530
 U-530  — немецкая подводная лодка типа IXC/40 времён Второй мировой войны.

## История
Заказ на постройку субмарины был отдан 15 августа 1940 года. Лодка была заложена на верфи судостроительной компании «Дойче Верфт АГ» в Гамбурге 8 декабря 1941 года под строительным номером 345, спущена на воду 28 июля 1942 года, 14 октября 1942 года под командованием капитан-лейтенанта Курта Ланге вошла в состав учебной 4-й флотилии. 1 марта 1943 года вошла в состав 10-й флотилии. 1 октября 1944 года вошла в состав 33-й флотилии. Лодка совершила 7 боевых походов, потопив 2 судна (12 063 брт) и повредив одно судно (10 195 брт).

## Сдача вАргентине
Получив сообщение об окончании боевых действий, U-530 направилась к берегам Аргентины и 10 июля 1945 года была интернирована в Мар-дель-Плате. Была передана США и использовалась как мишень для испытаний вооружения. 28 ноября 1947 года потоплена торпедой к северо-востоку от мыса Код.
Появление немецкой подлодки в Южной Америке привлекло внимание прессы. Как следствие, журналисты создали ряд неподтвержденных, но до сих пор популярных утверждений, что на борту U-530 были Адольф Гитлер, Ева Браун и Мартин Борман.

## Командиры
- Капитан-лейтенант Курт Ланге (14 октября 1942 — январь 1945) — кавалер Немецкого креста в золоте.
- Обер-лейтенант-цур-зее Отто Вермут (январь — 10 июля 1945)